# 紗窗邂逅
紗窗邂逅是一味著名高級粵菜，發明於1970年代澳門，以竹蓀寓意「紗窗」，蟹黃取自母蟹，體現當時澳門飲食業為新菜取名華麗優雅的風氣。

## 作法
做法是將上湯煨過的竹蓀，包裹著釀著煮熟蟹肉的墨魚膠，飾以芫荽、蟹黃蒸熟，上玻璃獻即成。